# Peter Tscherkassky
Peter Tscherkassky (ur. 3 października 1958 w Wiedniu) – austriacki reżyser filmowy, historyk i teoretyk kina, twórca filmów found footage.

## Filmografia
- Bloodletting (1981)
- Erotique (1982)
- Love Film (1982)
- Freeze Frame (1983)
- Holiday Movie (1983)
- Miniaturen - Many Berlin Artists in Hoisdorf (1983)
- Motion Piction (1984)
- Manufracture (1985)
- kelimba (1986)
- Shot Countershot (1987)
- tabula rasa (1987/89)
- Parallel Space: Inter-View (1992)
- Happy-End (1996)
- L'Arrivée (1997/98)
- Outer Space (1999)
- Get Ready (1999)
- Dream Work (2001)
- Instructions for a Light and Sound Machine (2005)
- Nachtstück (Nocture) (2006)
- Coming Attractions (2010)